# 利神社 (掛川市)
利神社（としじんじゃ、英語: Toshi Jinja）は、静岡県掛川市の神社である。古代社格制度における社格は式内小社。近代社格制度における社格は郷社。

## 概要
静岡県掛川市下俣南に鎮座する神社である。大歳神と宇加之御魂神の2柱を祀っており、掛川市の自治区である下俣町区、中央二丁目区、十九首区、小鷹町区、中央三丁目区、中央高町区の住民を氏子としている。延喜式神名帳に式内小社として記載されていた「利神社」に比定されている。なお、江戸時代に龍尾神社や神明宮と3社合同で祭礼を実施していたが、それが今日の掛川祭の起源となったことでも知られている。

## 祭神
- 大歳神[2][3]
- 宇加之御魂神[2][3]

## 歴史
いつごろ創建されたのかは不明である。しかし、927年（延長5年）に成立した『延喜式』の巻9に、遠江国佐野郡の小社として「利神社」が記載されていることから、少なくとも創建は927年（延長5年）より古いと推定される。この『延喜式』は格式と呼ばれる平安時代の法典であり、醍醐天皇の命に基づき藤原時平や藤原忠平らにより編纂された。その巻9と巻10に記された神社の一覧がいわゆる「延喜式神名帳」であり、そこに記載された神社は式内社と呼ばれた。
江戸時代に入ると、掛川藩により手厚く保護され、佐野郡掛川宿の西部を鎮護する神社として人々から崇敬を受けていた。1743年（旧暦寛保3年2月21日）には藩主世嗣である小笠原長恭が参拝し、その際に瓶子1対と金1分を献納したとの目録が遺されている。なお、1644年（旧暦寛文4年9月）に本社再建との棟札が遺されている。
明治維新後は郷社に列した。拝殿が瓦葺にされた記録が遺されておらず詳らかではないが、建物は1915年（大正4年）に再建された。1926年（大正15年）9月に神楽殿が再建された。

## 式内社に関する考証

### 延喜式

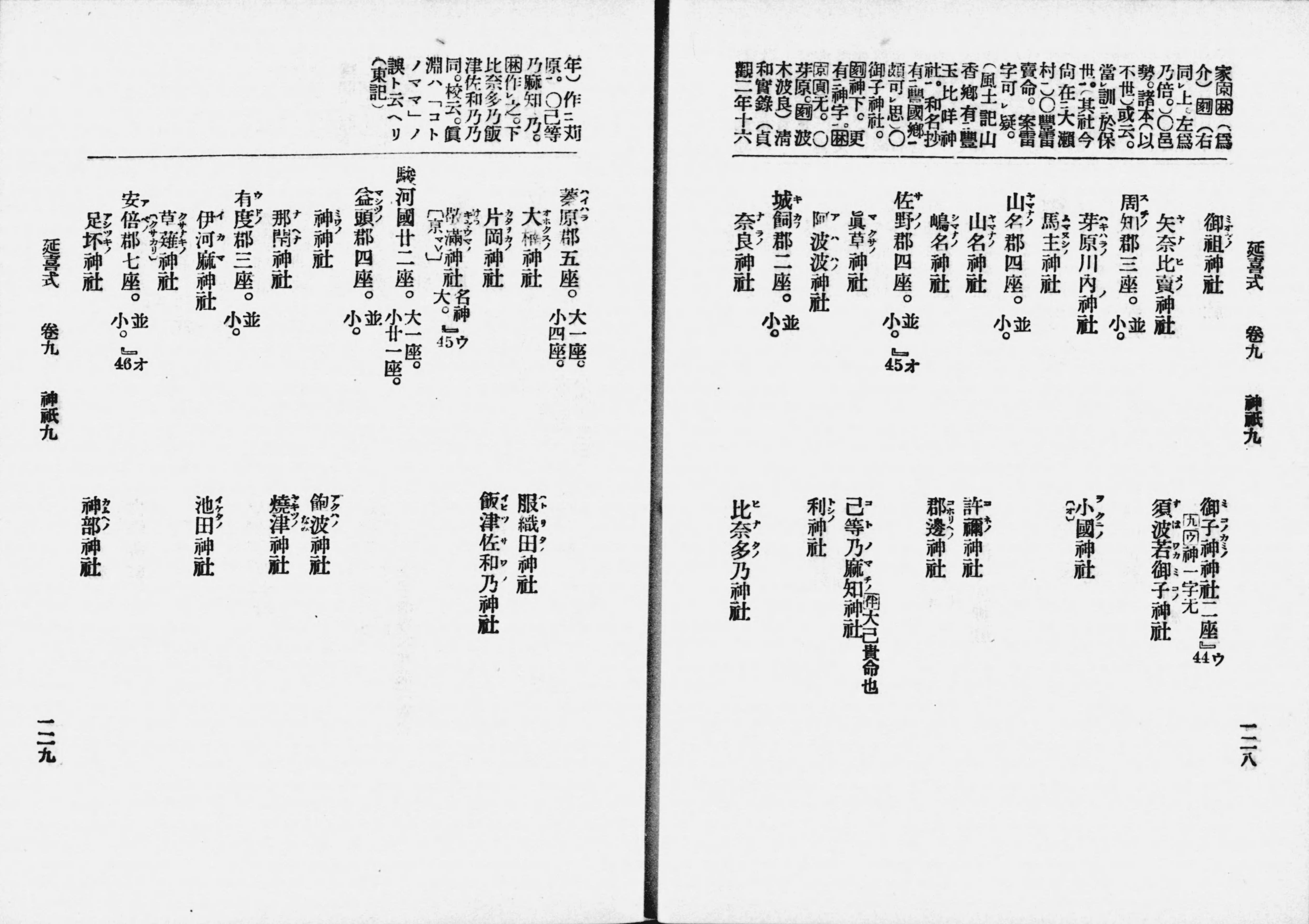
日本古典全集に収録された『延喜式』巻9の「利神社」について記されている部分

利神社の由緒書きには「式内社」と明記されており、利神社は延喜式神名帳に記された式内社とされている。ただし、延喜式の成立は平安時代に遡るため、時代の変遷につれて後裔が特定できなくなった式内社も多数存在する。そのため、国学者らによって式内社の後裔を比定する研究が永年にわたって進められており、延喜式神名帳の「利神社」の後裔についても度々論じられてきた。なお「利神社」の読み方については、日本古典全集に収録された『延喜式』巻9では「利」に「トシノ」と振り仮名を併記している。

### 神名帳考証

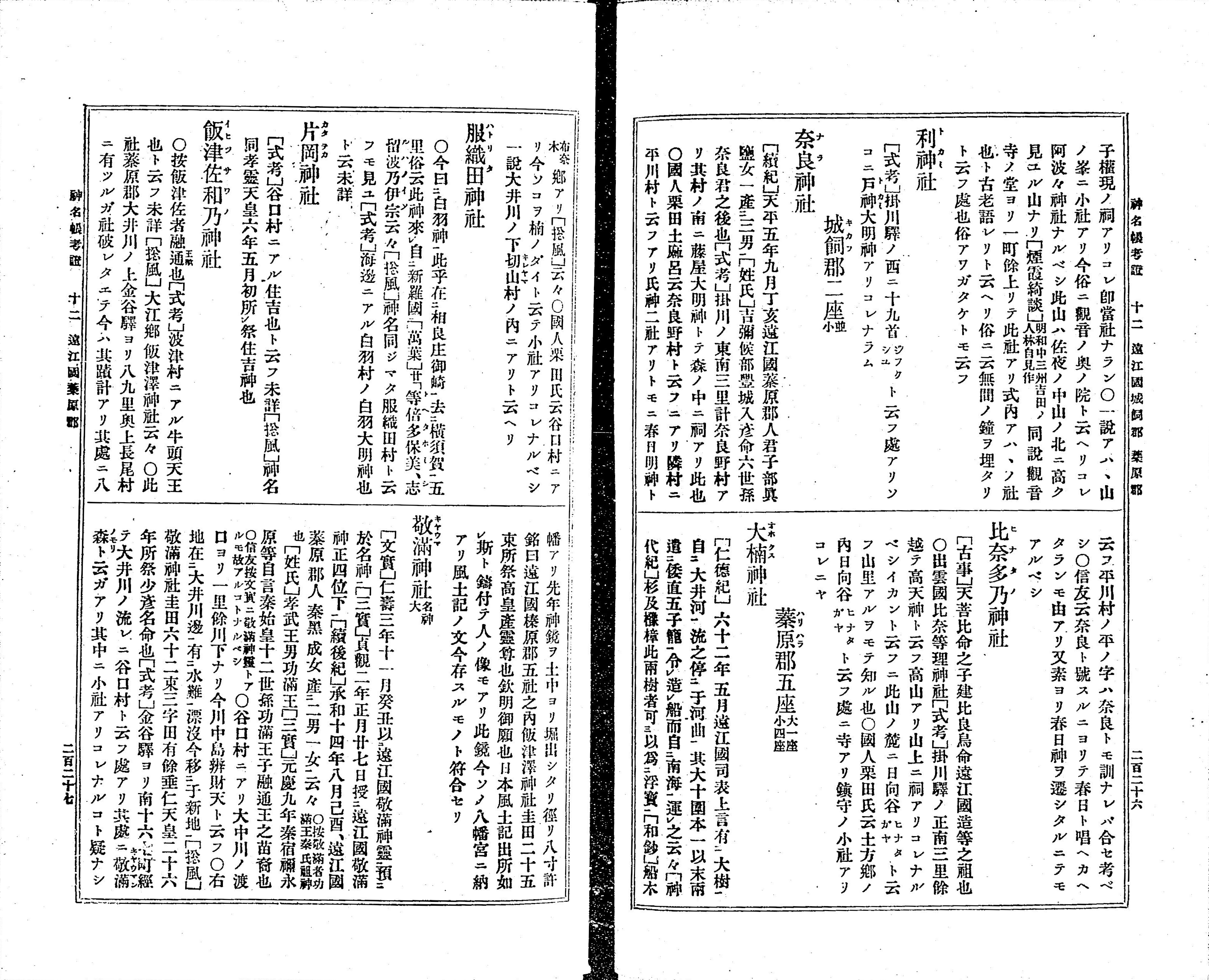
伴信友全集に収録された『神名帳考證』の「利神社」について論じている部分

江戸時代の国学者である伴信友は、古社について研究し『神名帳考証』を著した。そのなかで、延喜式神名帳の「利神社」についても論じており、「掛川驛ノ西ニ十九首ト云フ處アリソコニ戶神大明神アリコレナラム」という説を紹介している。なお「利神社」の読み方については、「利神」に「トカミ」と振り仮名を併記している。

### 神社覈録

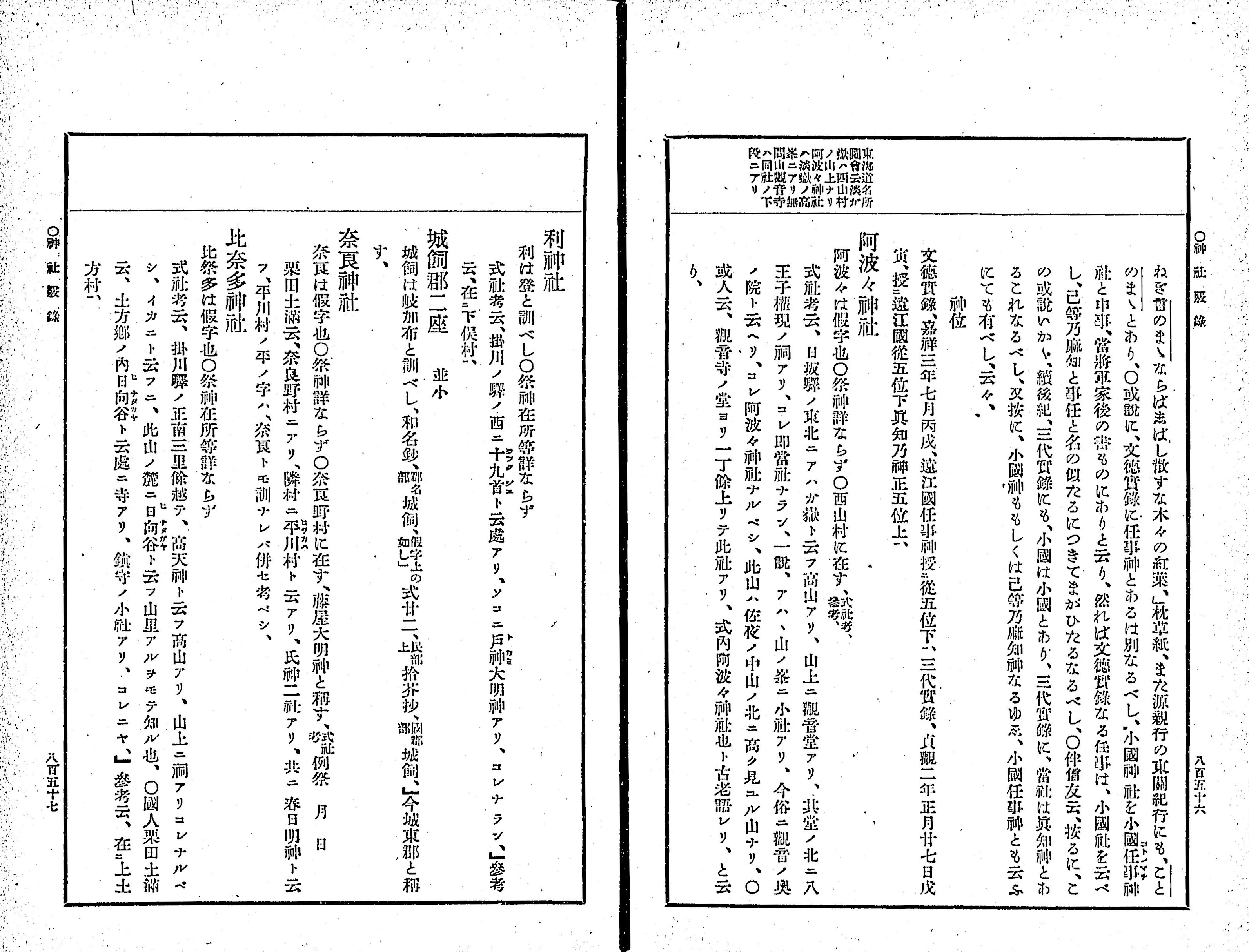
『神社覈録』上編にて「利神社」について論じている部分

一方、江戸時代の神職である鈴鹿連胤も、古社について研究し『神社覈録』を著した。そのなかで、延喜式神名帳の「利神社」について「祭神在所等詳ならず」と述べており、後裔の神社は既に詳細不明となってしまったとしている。そのうえで「掛川ノ驛ノ西ニ十九首ト云處アリ、ソコニ戶神大明神アリ、コレナラン」という説を紹介している。なお「利神社」の読み方については「利は登と訓べし」としている。

### 特選神名牒
明治時代になると、中央省庁の一つである教部省においても古社の研究が進み、その成果は『特選神名牒』として刊行された。そのなかで、延喜式神名帳の「利神社」については、その所在地について「下俣村字龜ケ谷（小笠郡掛川町大字下俣）」とはっきり記され、明確に比定している。なお「利神社」の読み方については、「利神」に「トシカミノ」と振り仮名を併記している。

## 境内
境内には、杮葺流造の本殿を覆う幣殿付きの拝殿と、神楽殿が建っている。境内の裏には利神池がある。また、境内に隣接して利神公園が設置されている。

## 祭事・年中行事
祭礼については、祇園祭や秋祭りが知られている。明治時代以前は祇園祭が6月15日に挙行され、秋祭りは9月14日に挙行されていた。1920年（大正9年）からは、祇園祭と秋祭りは合同で10月に挙行されるようになった。
また、利神社は、龍尾神社、神明宮、池辺神社、白山神社、津島神社、貴船神社とともに7社合同の祭礼として掛川祭を執り行っている。なお、もともと掛川祭は、利神社が龍尾神社や神明宮と3社合同で行っていた祭礼を起源としており、江戸時代中期より執り行われてきたとされる。江戸時代において、複数の神社が合同で祭礼を執り行うのは全国的に見ても珍しい事例である。当時の掛川宿は、掛川城の総曲輪の内側に位置していた。そのため、他の城下町とは異なり、侍町と宿場町が一体化しており、龍尾神社、神明宮、利神社の3社の氏子区域の垣根を越えて構成されていたことが背景となっている。

## 氏子区域
- 静岡県掛川市下俣町区[5]
- 静岡県掛川市中央二丁目区[5]
- 静岡県掛川市十九首区[5]
- 静岡県掛川市小鷹町区[5]
- 静岡県掛川市中央三丁目区[5]
- 静岡県掛川市中央高町区[5]

## 略歴
- 1644年 - 本社再建[5]。
- 1915年 - 建物再建[5]。
- 1926年 - 神楽殿再建[5]。

### 註釈
1. ↑  今日では「特選神名牒」と表記するのが一般的であるが、1925年に発行された教部省の『特選神名牒』では「特選神名牒」との表記を用いているため、同書に関する記述はそれに倣った。
2. ↑  静岡県佐野郡は、城東郡と合併し、1896年に小笠郡が設置された。
3. ↑  静岡県佐野郡掛川宿は、下俣町、十九首町、仁藤村の大部分、大池村の一部、葛川村の一部と合併し、1889年に掛川町が設置された。
4. ↑  今日では「神名帳考証」と表記し、出口延経の同名の著作と区別する際には「神名帳考証土代」とも表記されるが、1907年に発行された市島謙吉の『伴信友全集』1巻では「神名帳考證」との表記を用いているため、同書に関する記述はそれに倣った。
5. ↑  今日では「神社覈録」と表記するのが一般的であるが、1902年に発行された鈴鹿義鯨の『神社覈録』上編では「神社覈録」との表記を用いているため、同書に関する記述はそれに倣った。

## 関連人物
- 小笠原長恭
- 鈴鹿連胤
- 伴信友